# 다바오 아길라스 FC
다바오 아길라스 FC(Davao Aguilas Football Club)( DAFC 로 약칭)은 필리핀 북다바오주의 타굼시에 기반을 둔 필리핀 프로 축구 클럽이다. 2017년부터 2018년까지 클럽의 필리핀 축구의 1부 리그인 필리핀 풋볼 리그 (PFL)에 소속되어 있었다.
PFL에 참가하는 동안 클럽은 리그에서 유일한 민다나오섬 기반 클럽이었다.이후  PFL에서 탈퇴했으며 2018 시즌이 끝난 후 PFL의 후속 리그로 추정되는 리그에 대한 의견들이 일치 되지  않으면세 결국 해체되었다. 그러나 클럽은 2020년 7월에 다시 운영을 재개하여 현재는 유소년 축구 발전에 중점을 두고 있다.

## 선수 명단

### 현역
참고: FIFA 자격 규정에 따라 소속된 국가대표팀 국기를 표시합니다. 선수는 복수의 FIFA 비회원국 국적을 가지고 있을 수 있습니다.
| 번호 | 포지션 | 국적         | 이름          |
| ---- | ------ | ------------ | ------------- |
| 16   | GK     | 코트디부아르 | 디니 우아타라 |

| 번호 | 포지션 | 국적       | 이름               |
| ---- | ------ | ---------- | ------------------ |
| 71   | FW     | 세네갈     | 로버트 로페즈 멘디 |
| 77   | MF     |            | 빅터 카브랄        |
| -    | DF     | 인도네시아 | 시엔디오 페르난다  |